# Arje Altman
Arje Altman (hebr.: אריה אלטמן, ang.: Aryeh Altman, ur. 6 stycznia 1902 w Bałcie, zm. 21 sierpnia 1982) – izraelski polityk, w latach 1951–1965 poseł do Knesetu.
W wyborach parlamentarnych w 1951 po raz pierwszy dostał się do izraelskiego parlamentu. Zasiadał w Knesetach II, III, IV i V kadencji.